# Запоріжжя II
Запорі́жжя II (Запоріжжя-2, до 1934 — Олександрівськ II) — вузлова дільнична станція Запорізької дирекції Придніпровської залізниці, на перетині ліній Апостолове — Запоріжжя ІІ, Запоріжжя ІІ — Запоріжжя-Ліве, Запоріжжя I — Запоріжжя II та Пологи — Запоріжжя ІІ. Розташована в Олександрівському районі міста Запоріжжя. Cполучає лінію Кривбас — Донбас з магістральною лінією Харків — Севастополь. Історична будівля вокзалу є пам'яткою архітектури місцевого значення.

## Історія
Станція відкрита у 1904 році, в ході будівництва Катерининської залізниці на ділянці Довгинцеве — Волноваха, одночасно з відкриттям регулярного руху поїздів лінією Кривий Ріг — Олександрівськ ІІ — Пологи — Волноваха, яка сполучила Криворізький залізорудний басейн з Донбасом та перетворила місто Олександрівськ (з 1921 року — Запоріжжя) на важливий залізничний вузол пасажирських та вантажних перевезень із загальною довжиною шляхів сполучень близько 10 тис. км.
У 1904 році зведена одноповерхова будівля залізничного вокзалу, за проєктом інженера Бориса Ріпаса, в стилі асиметричної композиції у модернізованих формах історизму, декорована цеглою теракотового кольору. Головні входи були оформлені у вигляді квадратних веж з коронарними шатрами та шпилями. Архітектурних особливостей будівля вокзалу немає, проте високі гострі шпилі на старому вокзалі виділяють її з навколишніх будівель. Вокзал споруджено за типовим проєктом, але унікальність його полягала у тому, що лише в Запоріжжі цей вокзал зберігся у майже незмінному вигляді та тривалий час експлуатувався за призначенням. Схожі будівлі можливо було побачити на інших станціях цієї залізничної гілки.

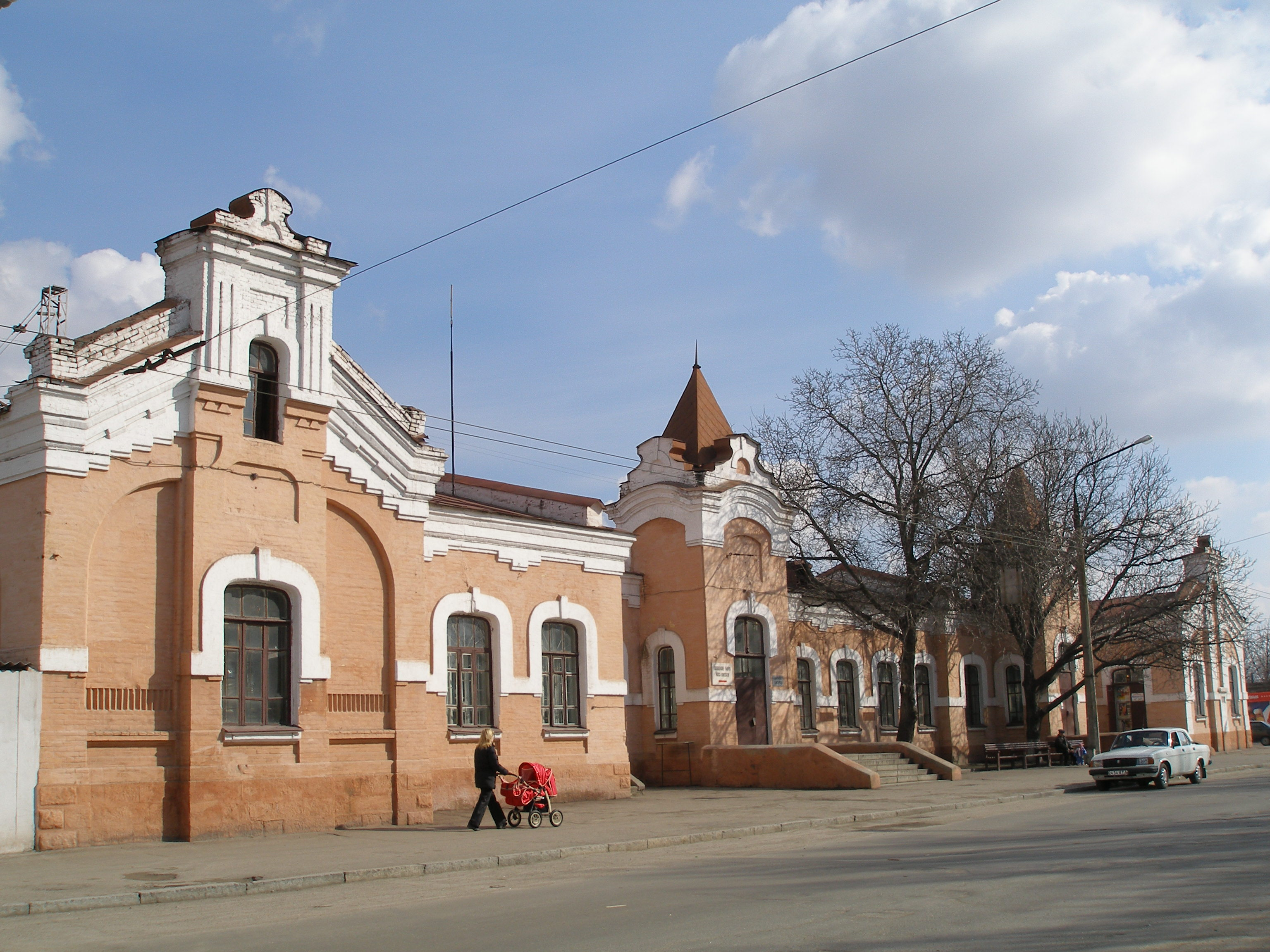
Краєвид з вул. Костянтина Великого
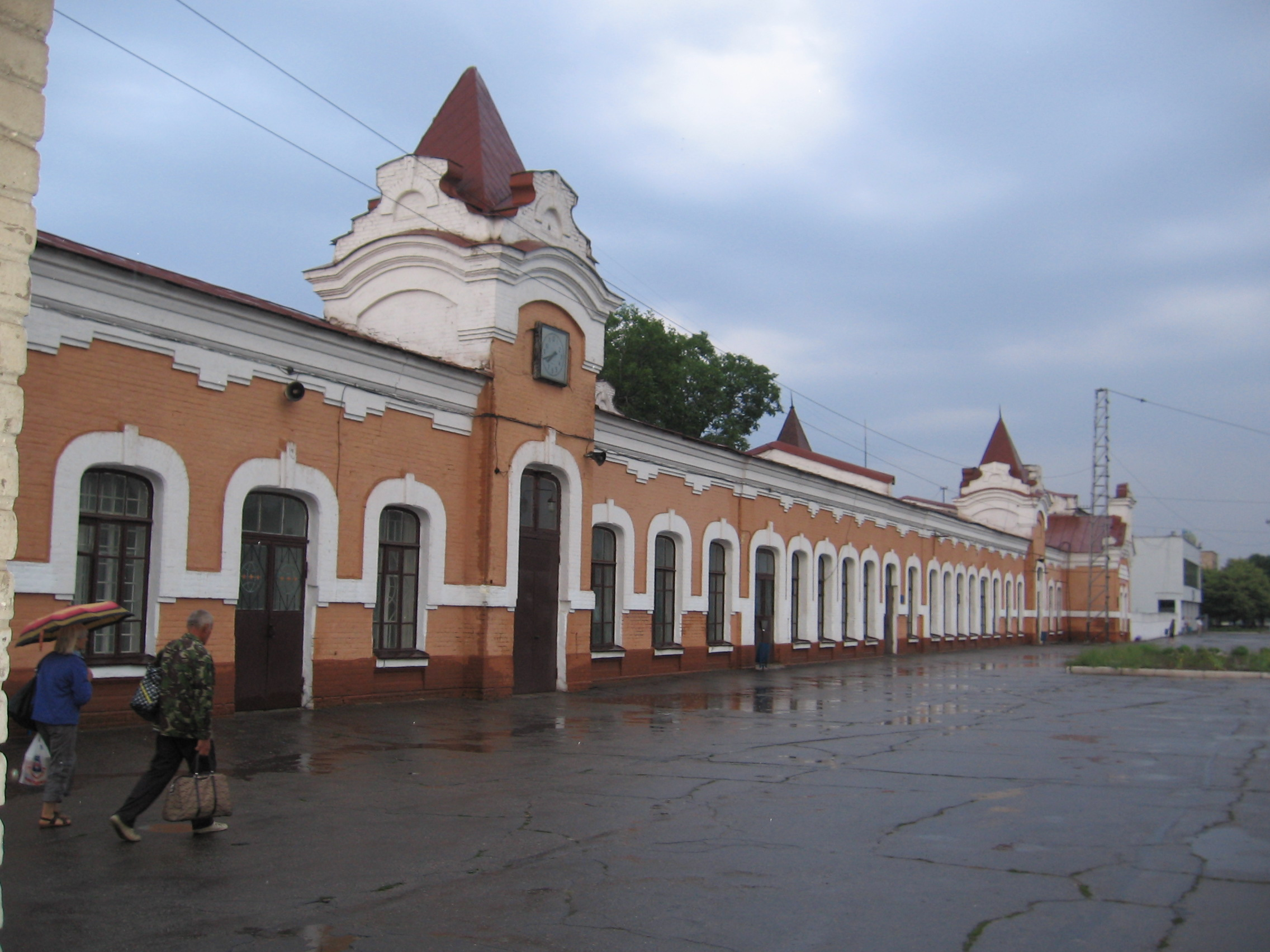
Краєвид з платформ на історичну будівлю вокзалу

У грудні 1917 року, під час боїв за місто Олександрівськ, українські сили, за винятком гайдамаків, концентрувалися на Катеринівському вокзалі (нині — Запоріжжя ІІ) та у Катерининських залізничних майстернях (нині — Запорізький електровозоремонтний завод). До українських частин приєднався Кримський ескадрон (піша частина Кримського кінного полку), який раніше дотримувалися нейтралітету. У боях загинув один з його бійців, прах якого було перевезено до Сімферополя, де поховано його з почестями
У 1934 році, коли місто фактично вже 13 років тому як було перейменовано в Запоріжжя, проте весь цей час офіційно незмінними залишались назви місцевих залізничних станцій. Лише 7 квітня 1934 року їх привели до відповідності з назвою міста — станція Олександрівськ ІІ перейменована в станцію Запоріжжя ІІ. Цього дня Постановою ВУЦВК СРСР залізничні станції було перейменовано:
|  | Переименовать станции Александровск I, Александровск II и Александровск-Пристань Екатерининской железной дороги в станции Запорожье I, Запорожье II и Запорожье-Пристань. |

Під час Другої світової війни будівля вокзалу була зруйнована. По закінченню війни, в ході відновлення вокзалу, архітектурні форми були частково запозичені саме від історичної будівлі вокзалу станції Олександрівськ ІІ, яка є визначною з архітектурного та містобудівного погляду в Україні, зберігаючи свій первісний вигляд з початку XX століття.
У 1952 році станція електрифікована постійним струмом (=3 кВ) в складі дільниці Запоріжжя-Мале — Запоріжжя ІІ. 1965 року електрифікована дільниця Синельникове I — Запоріжжя ІІ — Запоріжжя I.
1985 року побудована нова двоповерхова будівля вокзалу.
На початку 1995 року електрифікована дільниця Запоріжжя ІІ — Передатна і далі до станції Кирпотине.
На історичній будівлі вокзалу встановлена меморіальна дошка на честь перебування 9—10 серпня 1907 року в місті Олександрівську української поетеси Лесі Українки.
З 2008 року на станції розташоване моторвагонне депо РПЧ-3 «Запоріжжя ІІ».

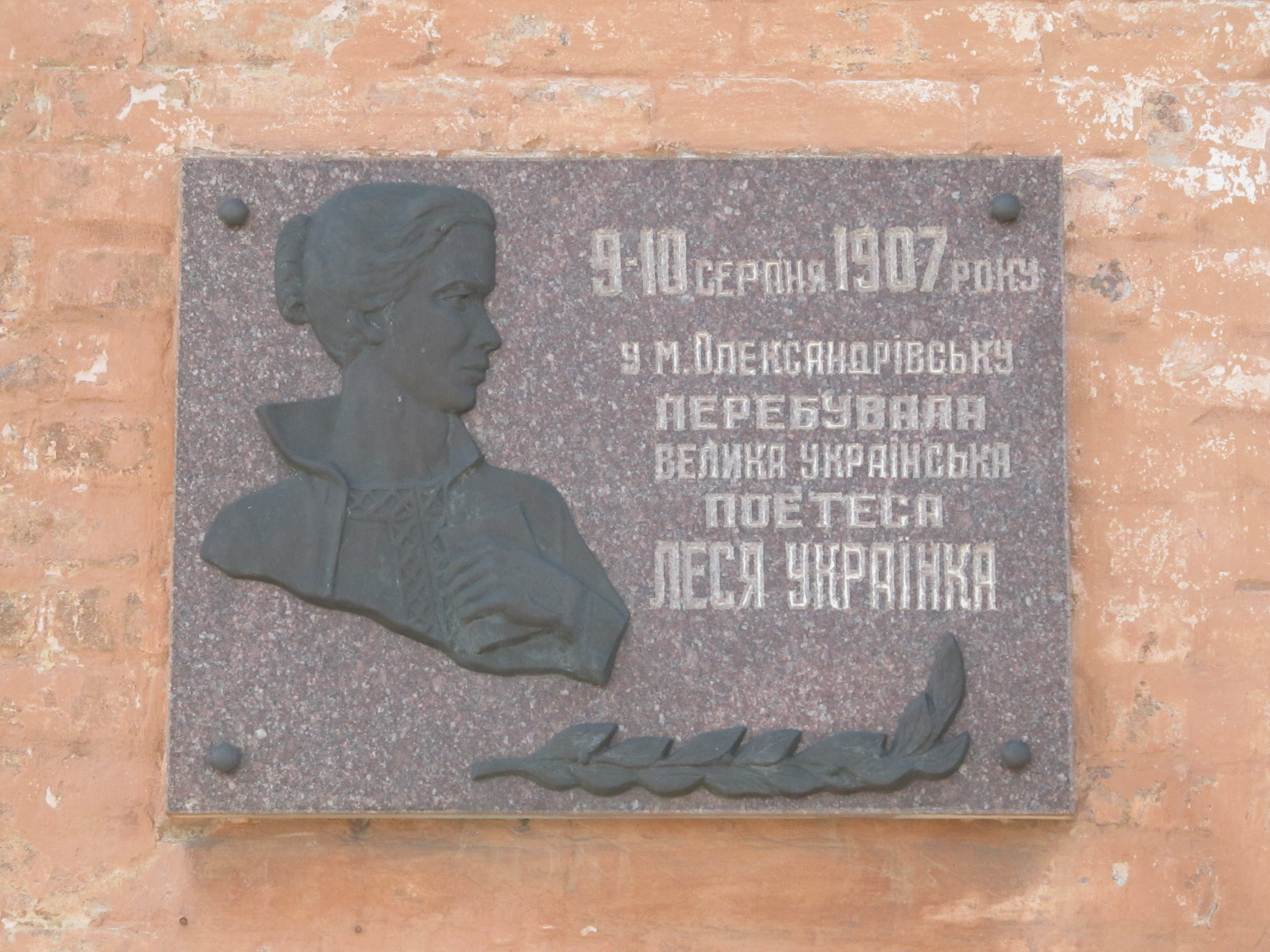
Меморіальна дошка з нагоди перебування Лесі Українки на станції Запоріжжя II
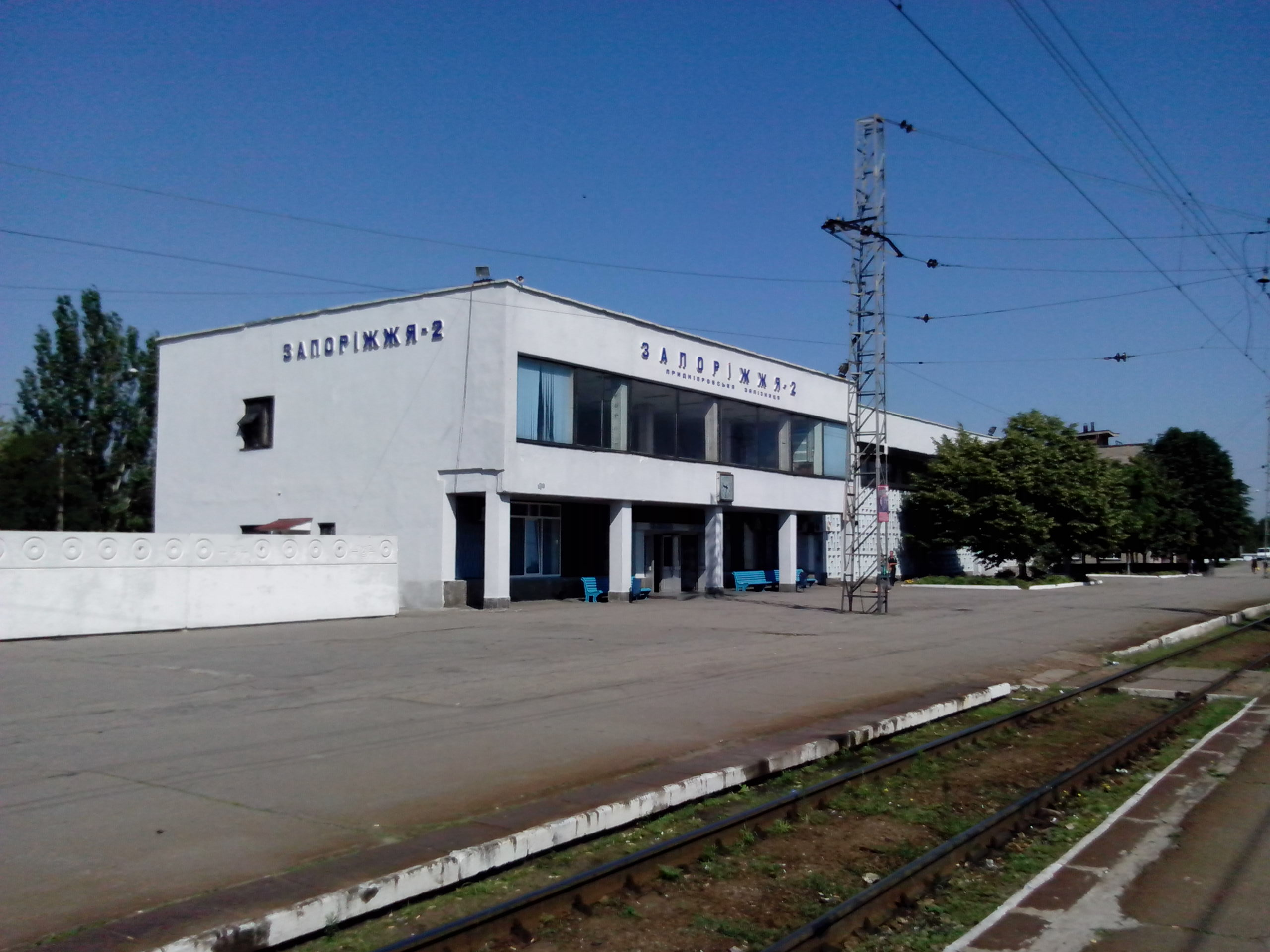
Вокзал Запоріжжя ІІ (2013)
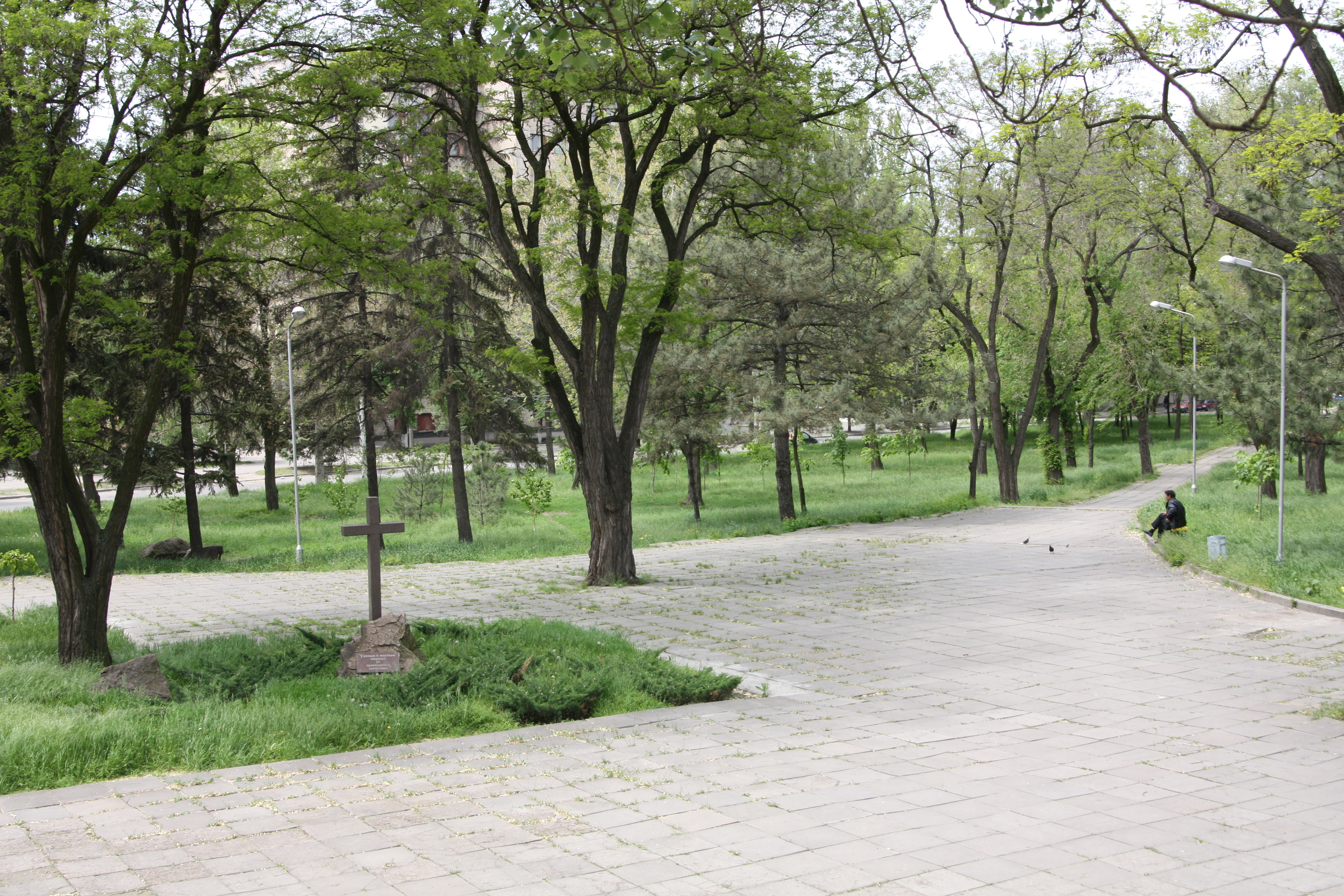
Парк залізничної станції Запоріжжя II
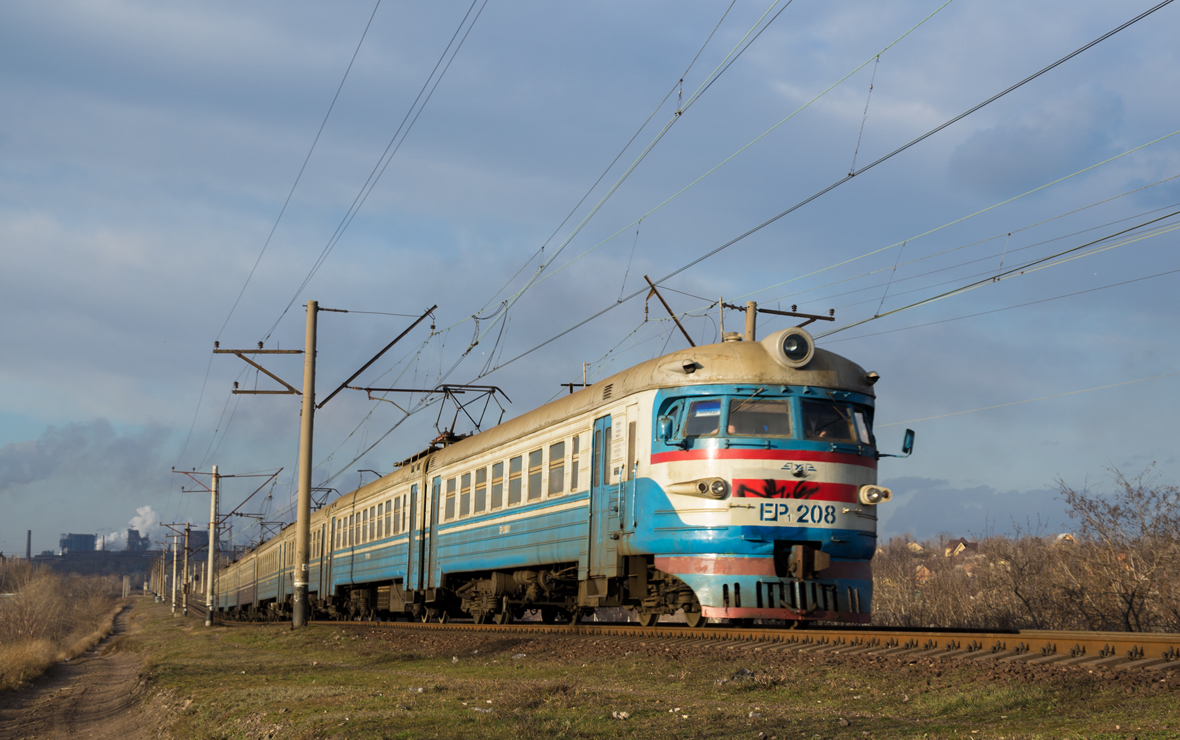
ЕР1-208 на перегоні Імені Анатолія Алімова — Запоріжжя ІІ

29 серпня 2021 року, через схід чотирьох вагонів вантажного поїзда біля станції Запоріжжя ІІ, виникла затримка у графіку руху до двох годин п'яти пасажирських поїздів. Поїзди здійснювали об'їзд пошкодженої дільниці через станції Запоріжжя-Ліве та Вільнянськ.
30 серпня 2021 року, о 21:38, аварійно-відновлювальні роботи були завершені, а рух поїздів відновлено згідно графіку.
16 березня 2022 року, близько 05:00, російські окупанти завдали ракетний удар по інфраструктурі станції Запоріжжя ІІ, в результаті суттєво були пошкоджені колії, контактна мережа, вибуховою хвилею у будівлях вибиті шибки. У приміських електропоїздів, що знаходилися біля перону вокзалу (без пасажирів) також були пошкоджені вікна. Відправлення усіх приміських поїздів, які вирушали зі станції Запоріжжя ІІ тоді було тимчасово перенесено на вокзал станції Запоріжжя I. Наразі кошторис і плани ремонту опрацьовуються, проте є можливість приєднатися до проєкту «Збережіть українську культуру», який допомагає відновленню культурних пам'яток та привертає увагу до воєнних злочинів росії проти України, за допомогою інтерактивної мапи з описом постраждалих об'єктів у розділі Cultural Patronage на сайті Find&Follow та долучитися до збору коштів на їх відновлення.
5 вересня 2022 року водонапірну вежу часів Другої Катерининської залізниці, що у Шевченківському районі міста Запоріжжя, внесено до Державного реєстру нерухомих пам'яток України, яка з комплексом споруд стала частиною вузлової станції Олександрівськ II на 2-й Катерининській залізниці у 1904 році. Водонапірна вежа розташована за 500 м від станції на землях залізниці. Після Другої світової війни водонапірна вежа за призначенням не використовувалася і була майже частково зруйнована, наприкінці 1990-х років земельна ділянка з вежею була передана до міської власності, у 2018 році — до приватної власності.
24 квітня 2024 року, за позовом Вознесенівської окружної прокуратури міста Запоріжжя судом відкрито провадження щодо зобов'язання забезпечити складання облікової документації об'єкту культурної спадщини — вокзалу станції Запоріжжя ІІ та встановлено, що через бездіяльність спеціально уповноваженого органу об'єкт культурної спадщини архітектури та містобудування понад 10 років залишається без статусу пам'ятки культурної спадщини, а місцевою владою не забезпечено складання пакета документів та направлення подання до Міністерства культури та інформаційної політики України з метою включення залізничного вокзалу Олександрівськ ІІ (вокзал Запоріжжя ІІ) до Державного реєстру нерухомих пам'яток України. Саме це і стало підставою для захисту інтересів держави в суді.
25 травня 2024 року ухвалою Запорізького окружного адміністративного суду зобов'язано Управління містобудування та архітектури обласної держадміністрації підготувати облікову документацію для об'єкта культурної спадщини вокзалу Олександрівськ ІІ (нині — вокзал Запоріжжя ІІ). За матеріалами справи, стара будівля вокзалу «Олександрівськ ІІ» понад 10 років перебувала як об'єкт культурної спадщини, проте будівля станом на травень 2024 року не мала офіційного статусу пам'ятки місцевого значення. Окрім цього, відповідно з розпорядженням Запорізької ОДА від 15 травня 2023 року, будівля вокзалу «Олександрівськ ІІ» була включена до переліку об'єктів культурної спадщини архітектури та містобудування, ступінь збереженості якої було визначено як аварійної. Втім станом на 14 лютого 2024 року, за матеріалами справи, подання до Мінкульту щодо набуття вокзалом статусу об'єкта культурної спадщини не направлялось. Тож Запорізький окружний адміністративний суд постановив зобов'язати Управління містобудування та архітектури Запорізької ОДА забезпечити створення необхідної документації для вокзалу Олександрівськ ІІ та направити подання до Міністерства культури України для надання будівлі вокзалу статусу об'єкта культурної спадщини.

## Перспективи реконструкції
17 лютого 2014 року, на нараді з питань життєдіяльності регіону обговорювалася проблема неналежного стану залізничних вокзалів Запорізької області, у тому числі була озвучена інформація про те, що на території залізничного вокзалу Запоріжжя ІІ планується створити музейний комплекс, який повинен з'явитися на місці дореволюційного будинку залізничного вокзалу Запоріжжя ІІ.

Історична будівля вокзалу станції
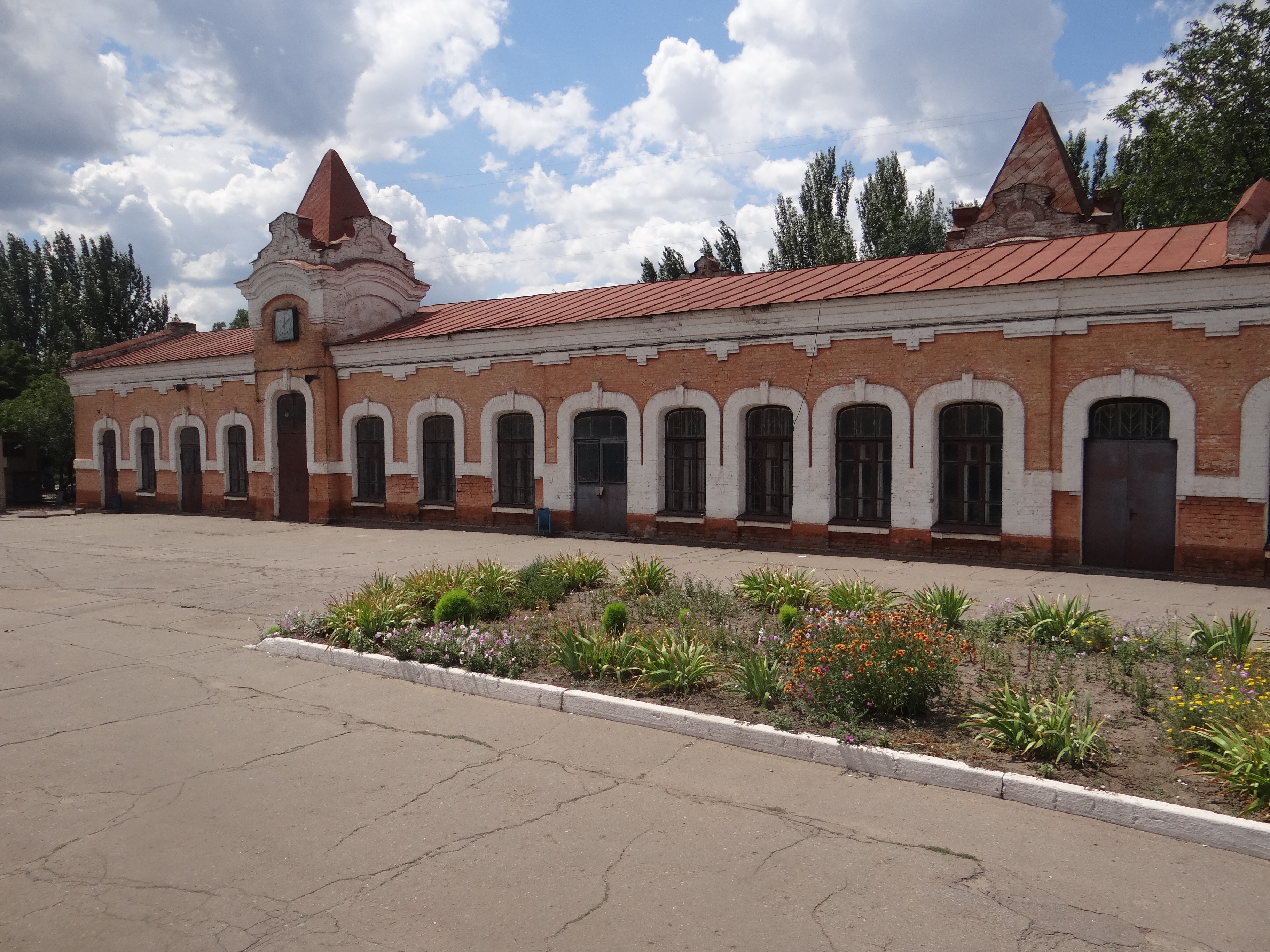
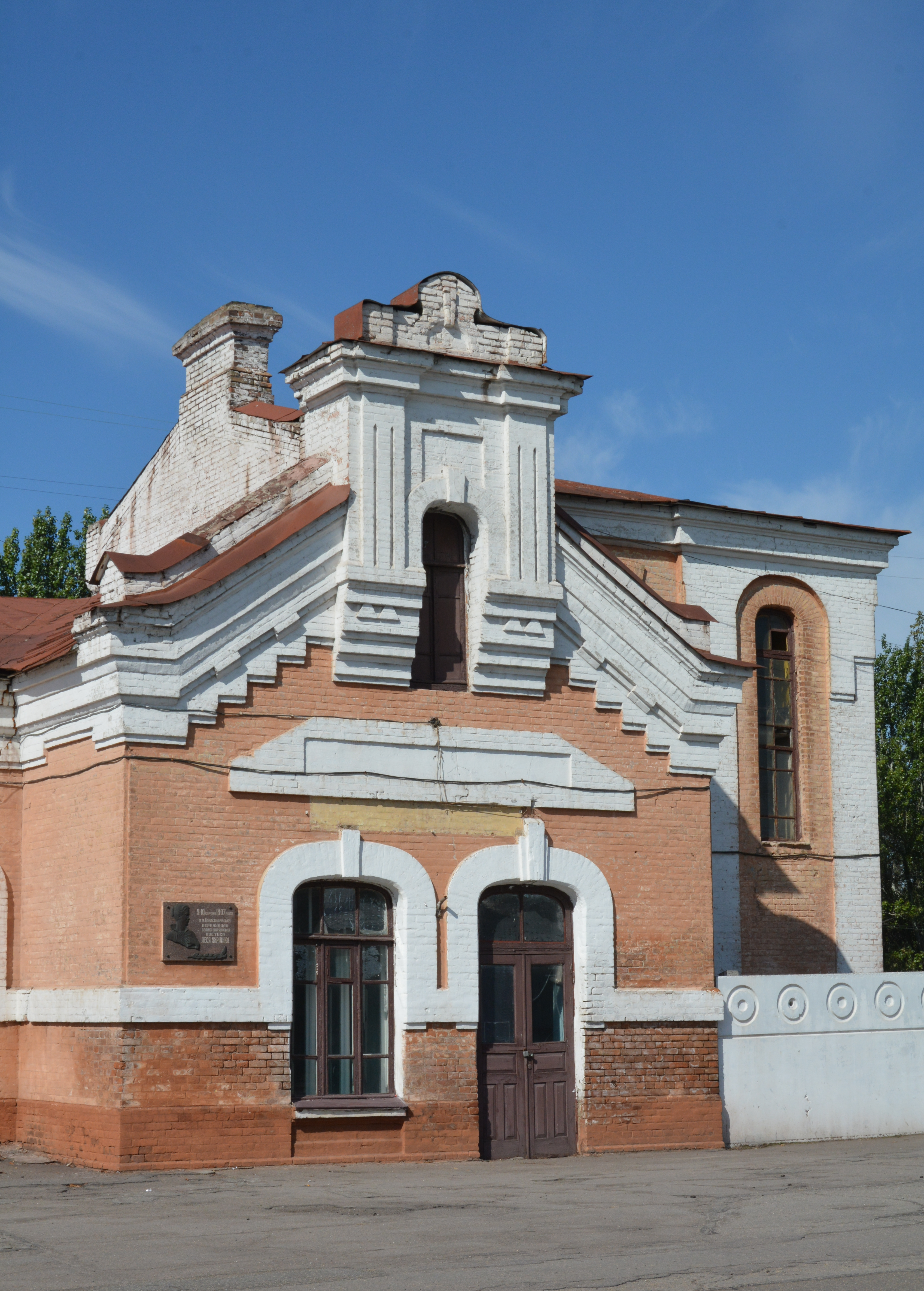
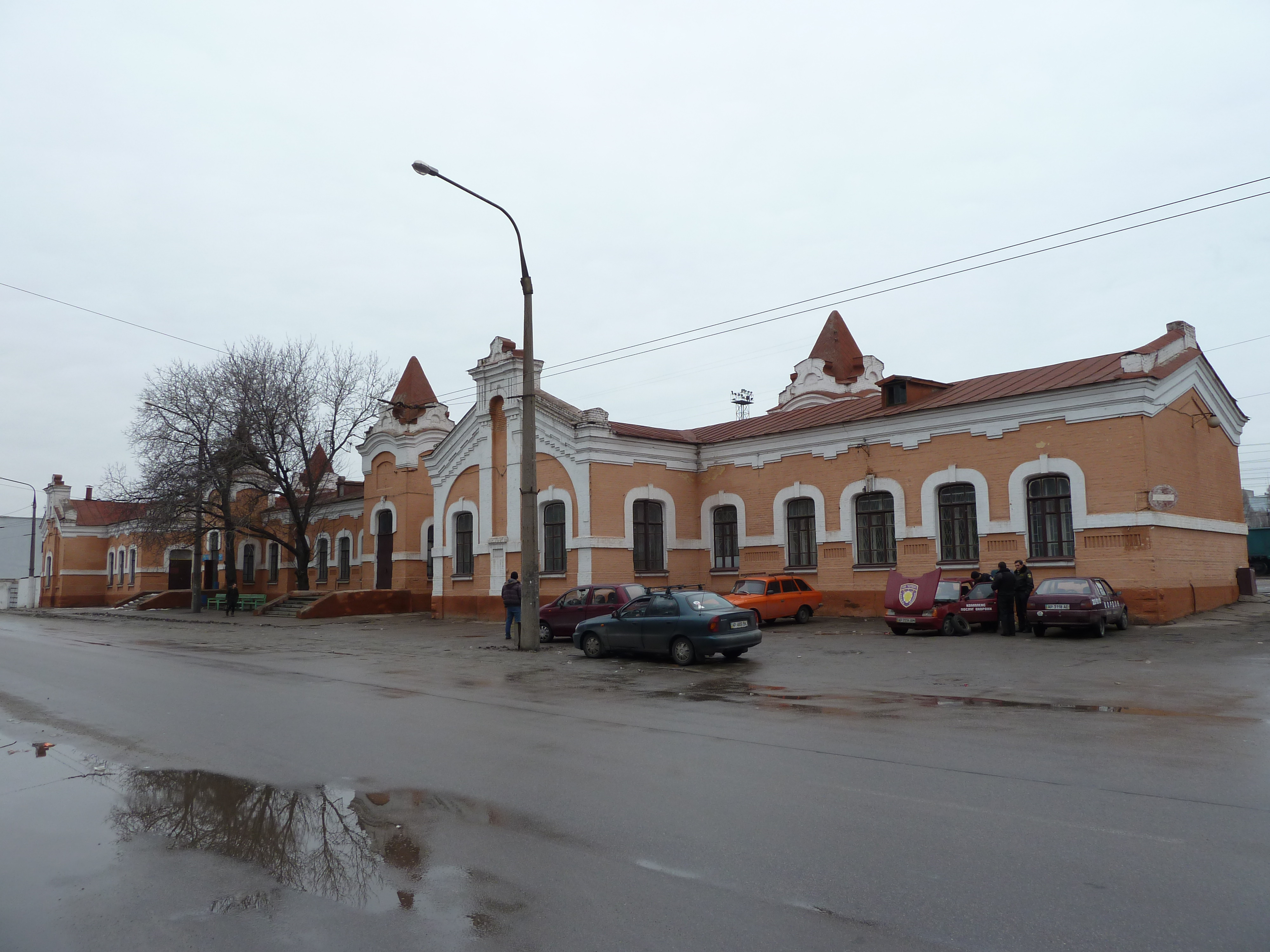

Будівля вокзалу тривалий час знаходиться в аварійному стані, у зв'язку з цим вона найближчим часом буде не лише відремонтована, а й передбачено створити в ній музейний комплекс. Крім того планувалося відремонтувати фасад будівлі вокзалу, замінити вікна, комунікації, а також капітальний ремонт всередині будівлі (станом на 2025 рік цей план досі нереалізований).

## Пасажирське сполучення
Далеке сполучення:
До 18 січня 2023 року пасажирські поїзди далекого сполучення прямували через станцію Запоріжжя ІІ, але без зупинок. Наразі поїзди прямують зміненим маршрутом руху через станцію Дніпро-Головний.
Приміське сполучення:
Більшість приміських перевезень здійснюється електропоїздами ЕР1 та ЕР2 приписки РПЧ-2 Нікополь та РПЧ-3 Запоріжжя.
Приміське сполучення здійснюється лише у Нікопольському та Синельниківському напрямках. До  повномасштабного російського вторгнення в Україну у 2022 році, від станції вирушали приміські поїзди Мелітопольського та Пологівського напрямків.
Приміські поїзди відправляються з вокзалу Запоріжжя ІІ у наступних напрямках:
| Напрямки руху приміських поїздів по станції Запоріжжя ІІ | Напрямки руху приміських поїздів по станції Запоріжжя ІІ | Напрямки руху приміських поїздів по станції Запоріжжя ІІ | Напрямки руху приміських поїздів по станції Запоріжжя ІІ | Напрямки руху приміських поїздів по станції Запоріжжя ІІ |
| Синельниківський                                         | Мелітопольський*                                         | Нікопольський                                            | Пологівський*                                            |                                                          |
| -------------------------------------------------------- | -------------------------------------------------------- | -------------------------------------------------------- | -------------------------------------------------------- | -------------------------------------------------------- |
| Вільнянськ                                               | Пришиб                                                   | Канцерівка                                               | Пологи                                                   |                                                          |
| Синельникове I                                           | Федорівка                                                | Марганець                                                | Бердянськ                                                |                                                          |
| Лозова                                                   | Мелітополь — Тащенак                                     |                                                          |                                                          |                                                          |
|                                                          | Новоолексіївка                                           |                                                          |                                                          |                                                          |
|                                                          | Генічеськ                                                |                                                          |                                                          |                                                          |
|                                                          | Сиваш                                                    |                                                          |                                                          |                                                          |

Примітка: * позначені напрямки, які тимчасово не обслуговуються через повномасштабне російське вторгнення в Україну (з 2022).

Приміські поїзди на станції Запоріжжя ІІ
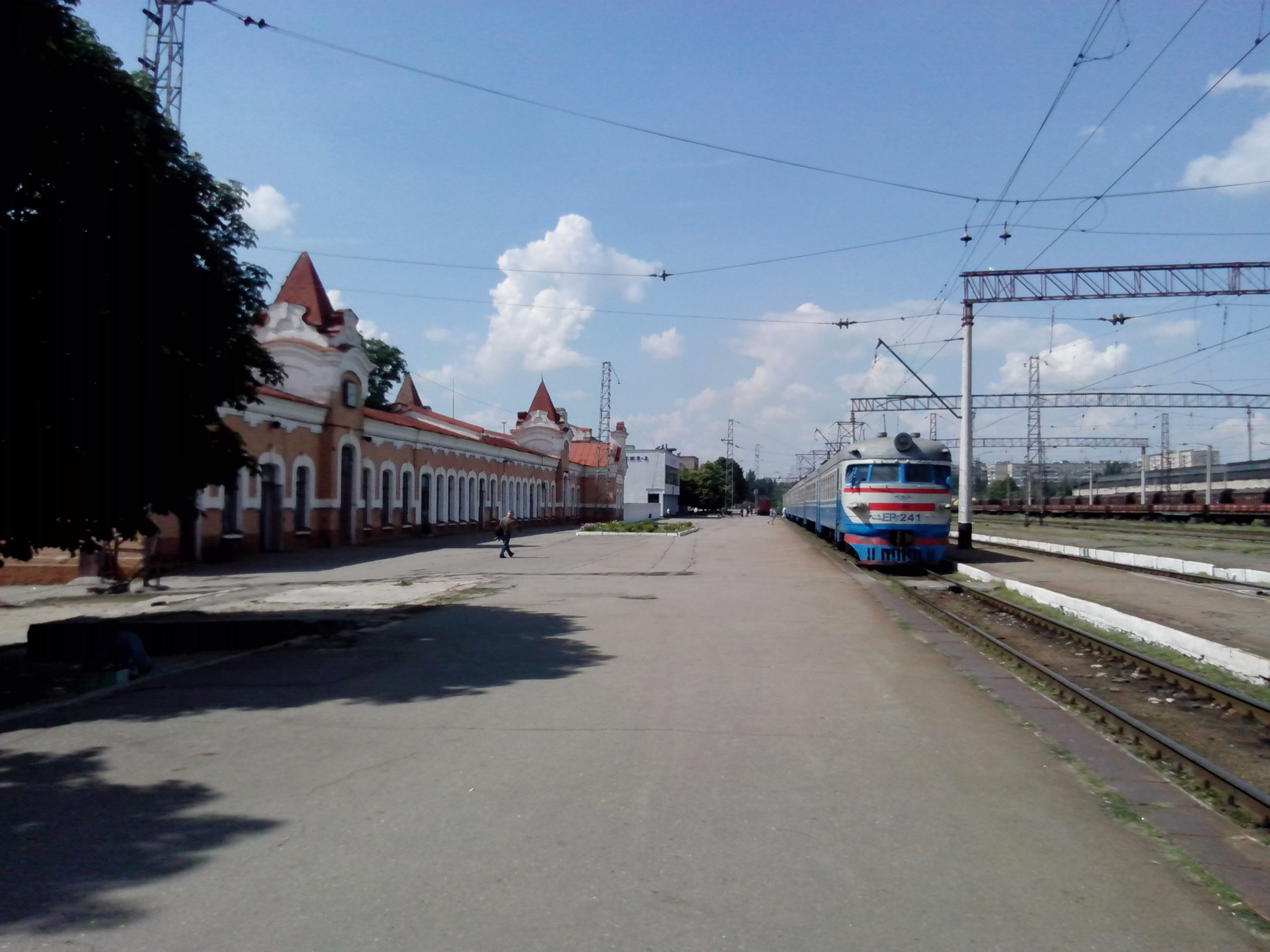
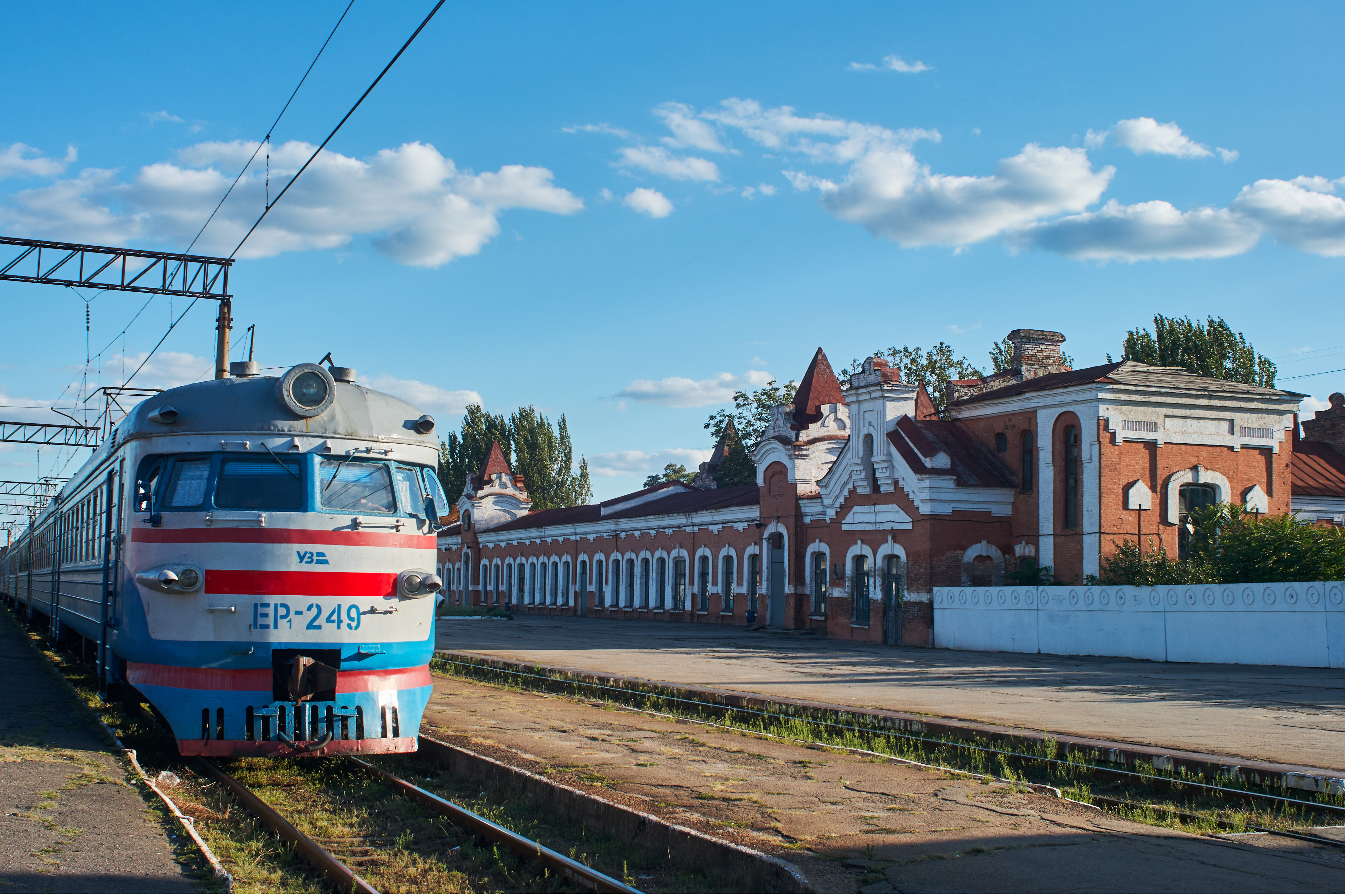
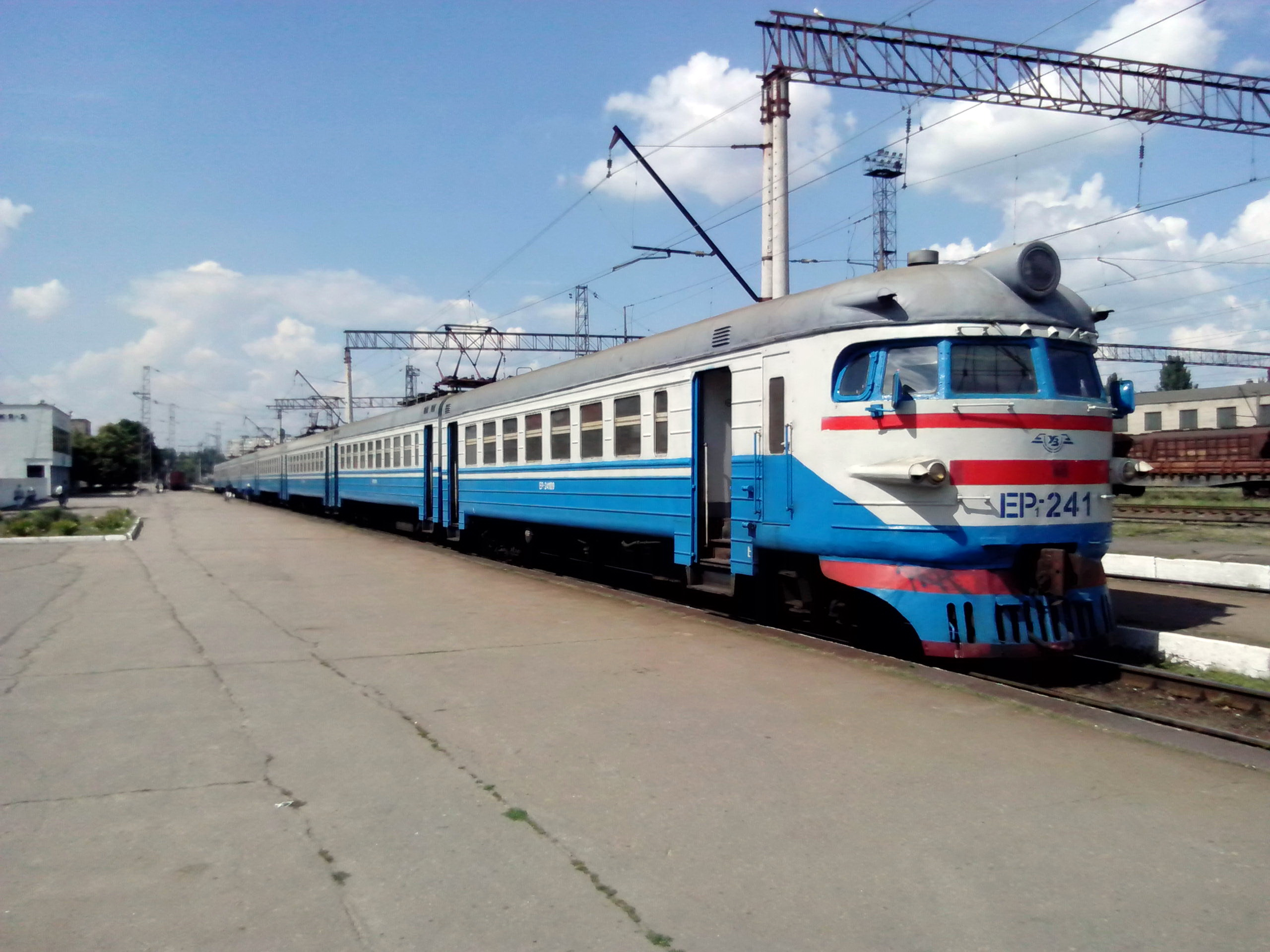
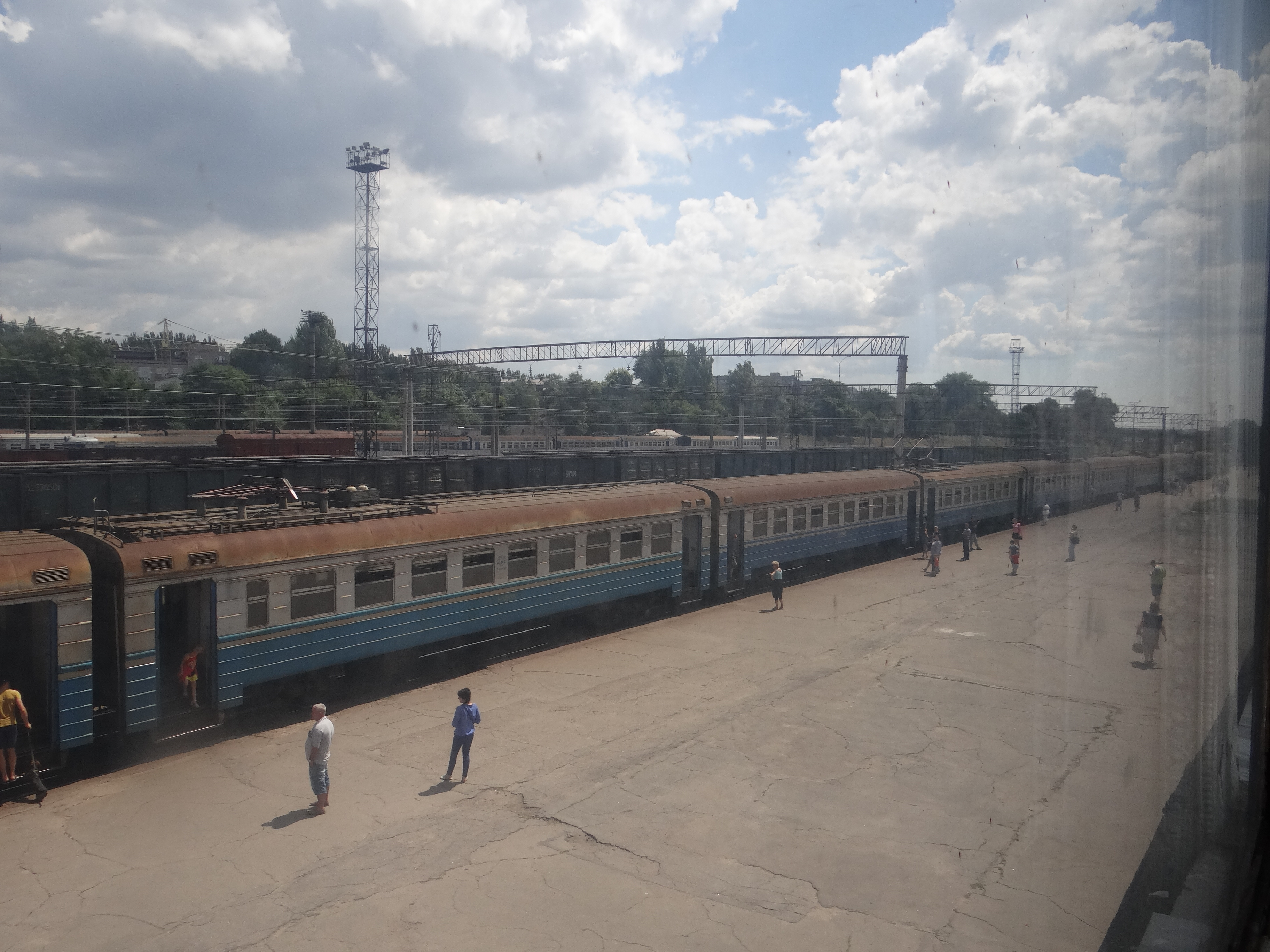

Громадський міський транспорт:

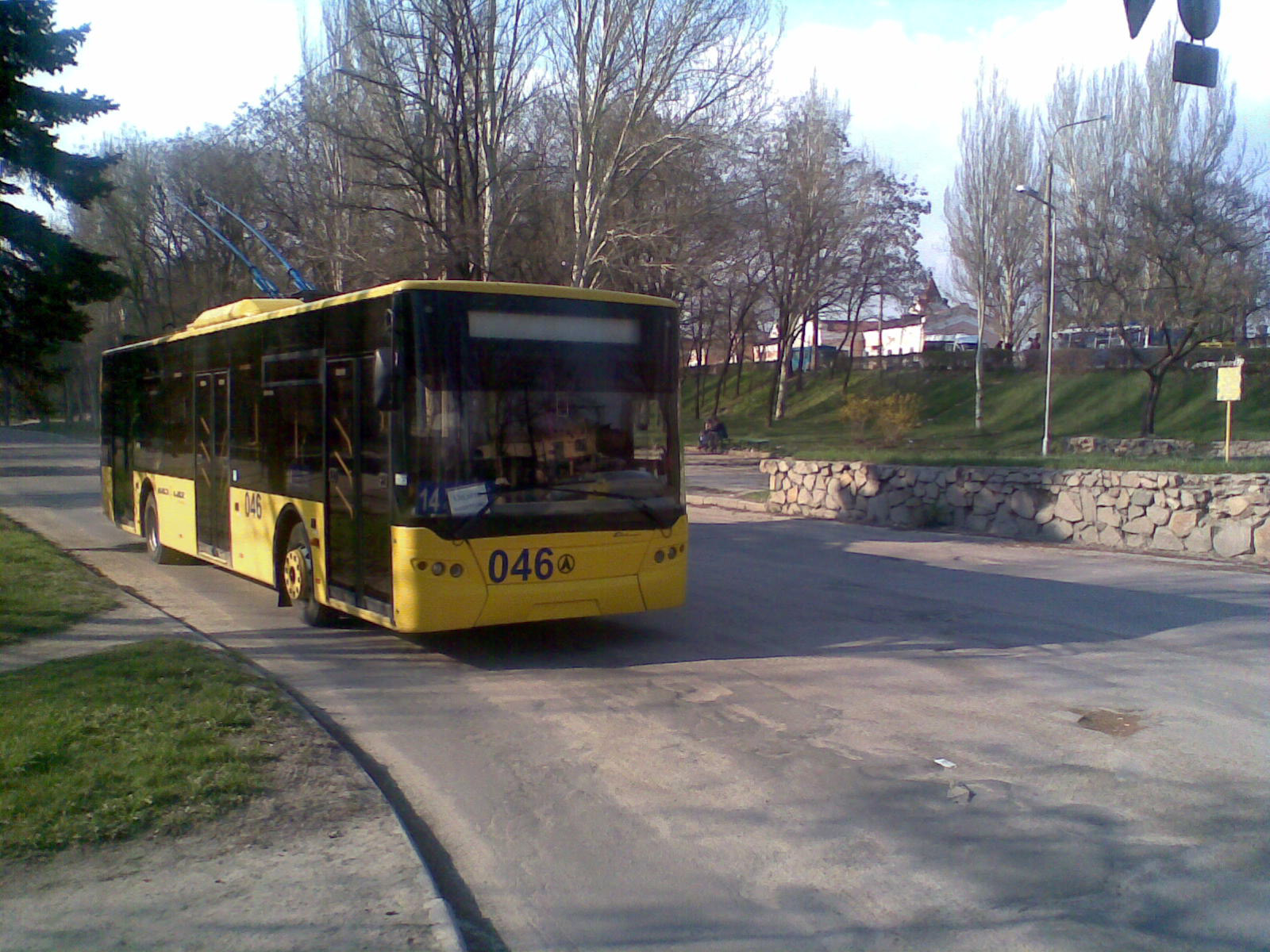
Тролейбус ЛАЗ E183D1 біля вокзалу Запоріжжя II

У 1967 році до вокзалу Запоріжжя ІІ прокладена тролейбусна лінія, проте регулярний тролейбусний рух з вокзалом відсутній. Лінія використовується лише для обороту тролейбусів в «годину пік» або під час перекриття центральної автомагістралі міста під час святкових заходів. Свого часу до вокзалу курсували тролейбусні маршрути № 2, 7, 15, 16 та 24 (нині скасовані).
З 29 грудня 2016 року до вокзалу Запоріжжя ІІ з Космічного мікрорайону курсував автобусний маршрут № 33, а з березня 2017 року до вокзалу курсував автобусний маршрут № 24 (наразі маршрути скасовані через нерентабельність).
З 25 березня 2019 року від Університетського майдану до вокзалу Запоріжжя ІІ подовжено маршрут руху муніципального автобусного маршруту № 39.
До 22 липня 2019 року до вокзалу курсував автобусний маршрут № 92, якому з 23 липня 2019 року скорочено маршрут руху до кінцевої зупинки Палац культуру «ЗАлК» (з 2022 року маршрут взагалі припинив існування).
Від/до станції курсує приміський автобусний маршрут № 384 «Вокзал Запоріжжя ІІ — Балабине — Кушугум».

## Галерея

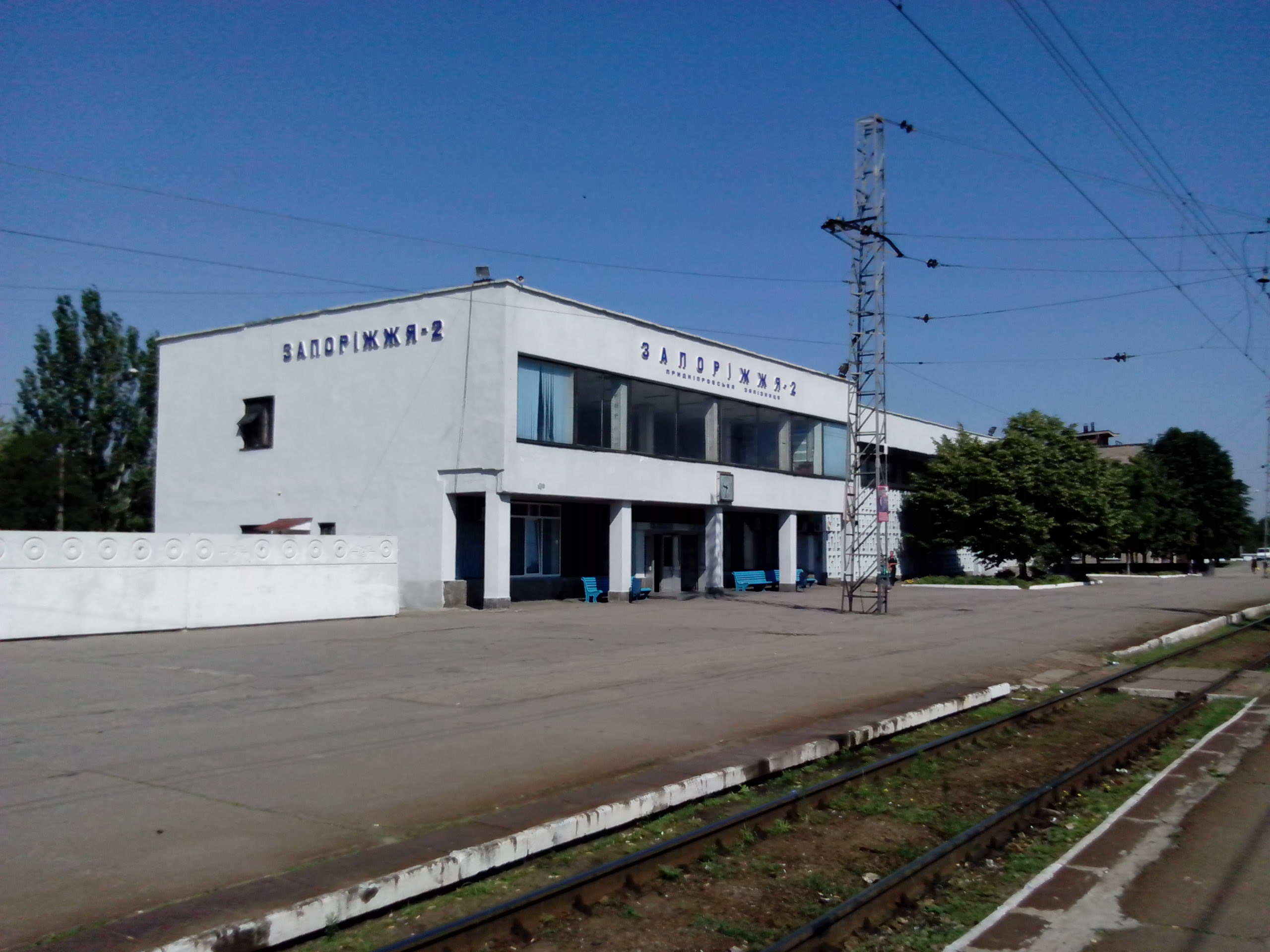
Краєвид у напрямку станцій Імені Анатолія Алімова, Синельникове I
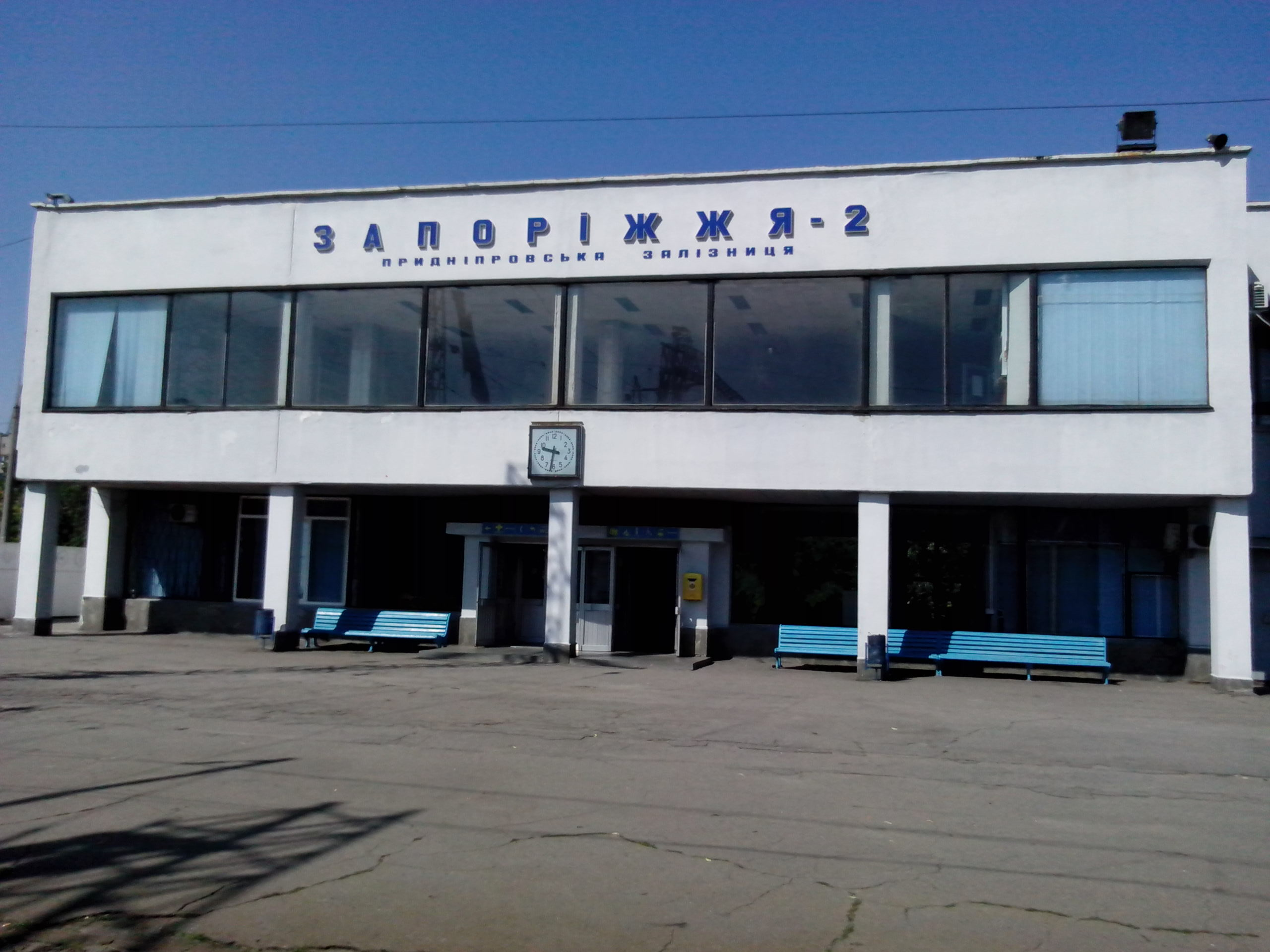
Вокзал станції Запоріжжя ІІ (будівля 1985 року побудови)
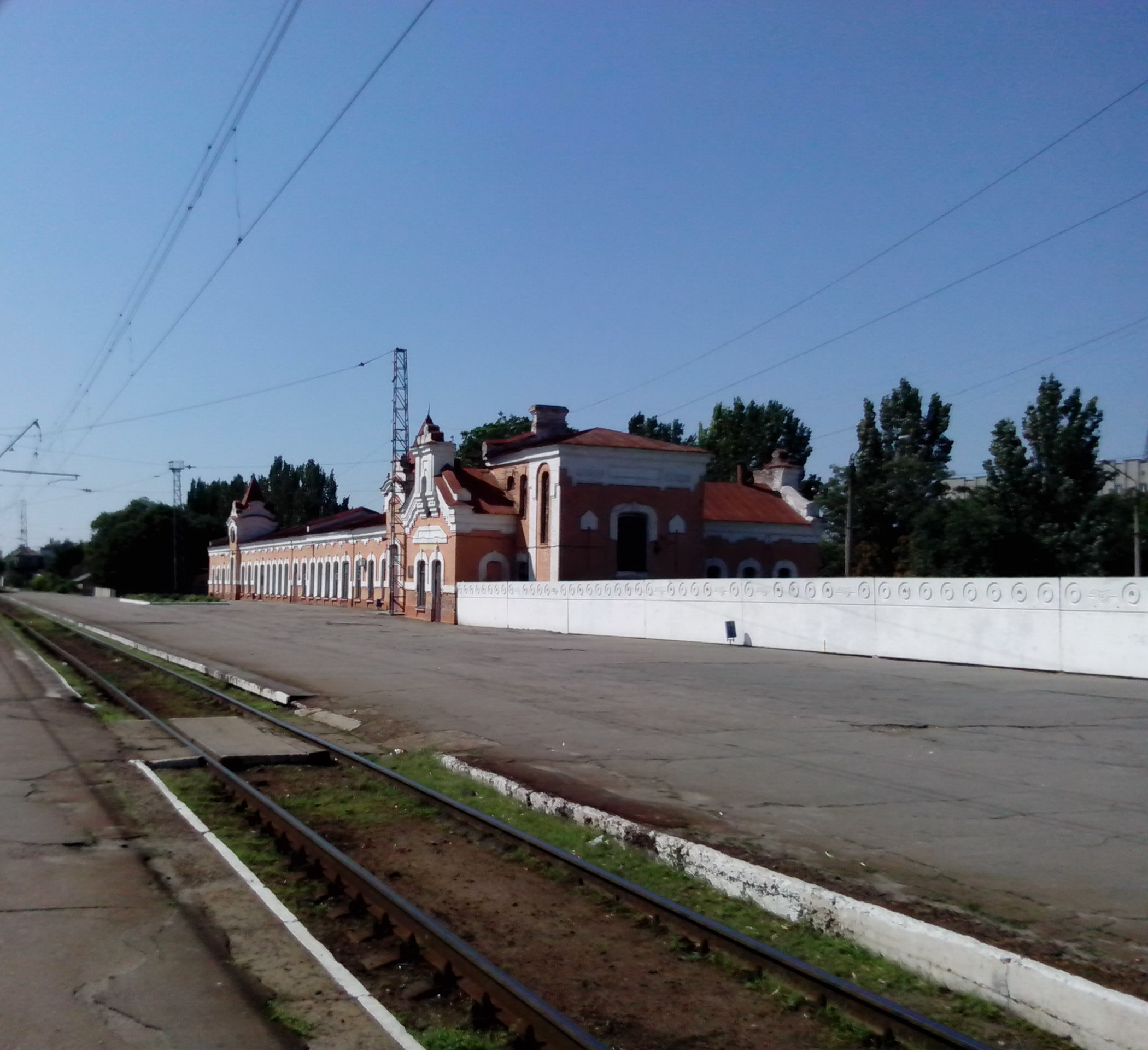
Краєвид у напрямку станцій Запоріжжя I, Пологи